# Борис Кьосев
Борис Лозанов Кьосев е български юрист, председател на Трети състав на т.нар. Народен съд (1944 – 1945) председател на Върховния съд на НРБ (1948 – 1953).

## Биография
Роден е през 1888 г. Завършва право в Софийския университет. Участник в Балканската и Първата световна война, прокурор във Върховния касационен съд, председател на Съюза на българските съдии.
Председател на Трети върховен състав на Народния съд (1944 – 1945).
Два пъти народен представител. Председател на Върховния съд на Народна република България от 1948 до 1953 г. Кьосев председателства съдебния състав в процеса срещу Трайчо Костов през декември 1949 година. От 1954 г. работи като адвокат. Между 1955 и 1957 г. е председател на Софийския адвокатски съвет. Умира през 1967 г.